# Mr. Vertigo
Mr. Vertigo ist ein Roman des US-amerikanischen Schriftstellers Paul Auster, der 1994 in den Vereinigten Staaten und 1996 in deutscher Übersetzung erschien.

## Handlung
Der Erzähler Walter Clairborne Rawley wird als neunjähriger Straßenjunge von Meister Yehudi, einem ungarischen Juden, aufgelesen. Sein Onkel Slim ist ganz froh, ihn loszuwerden. Zu Walts Entsetzen muss er aber mit einem schwarzen Jungen namens Aesop und einer Indianerin namens Mutter Sioux zusammenleben. Nach mehreren Fluchtversuchen fasst er aber doch volles Vertrauen zu dem Juden, dem Schwarzen und der Indianerin und merkt, was für liebevolle Menschen sie sind. 
Meister Yehudi will Walt das Fliegen beibringen. Zu diesem Zweck muss Walt erst eine Reihe fürchterlicher Qualen durchmachen, und an dem Tag, an dem Lindbergh den Ozean überfliegt, hebt er zum ersten Mal ab. Noch bevor er mit dem Kunststück auftreten kann, muss er mit ansehen, wie der Ku-Klux-Klan den Schwarzen und die Indianerin umbringt. Walt und Meister Yehudi wohnen danach bei dessen Geliebter, Mrs Witherspoon.
Als fliegender Wunderknabe zieht Walt mit Meister Yehudi durch die USA von einer Show zur anderen, bis sein Onkel Slim ihn entführt, um Lösegeld zu erpressen. Kurz vor der Übergabe gelingt es Walt sich zu befreien. Mit der Pubertät hört die Karriere allerdings auf, da er nach jeder Aufführung unerträgliche Kopfschmerzen bekommt.
Die beiden machen sich nun auf nach Hollywood, wo Meister Yehudi aus Walt einen Schauspieler machen will, damit dieser auch ohne die Karriere als Wunderknabe einen ordentlichen Beruf hat. Aber auf der Fahrt dorthin werden sie von Walts Onkel Slim überfallen. Meister Yehudi wurde durch einen Schuss verletzt und bittet Walter ihn zu erschießen, was dieser jedoch ablehnt und er dies selbst machen muss.
Drei Jahre lang durchstreift der Erzähler nun die USA auf der Suche nach seinem Onkel Slim. Als er ihn in Chicago findet, vergiftet er ihn. An seiner Stelle wird er nun Mitglied der Mafia, treibt Schutzgelder ein, betreibt ein Wettbüro und macht ein Nachtlokal, das Mr Vertigo, auf. Als er Gott spielen und einen heruntergekommenen Baseballspieler erschießen will, muss er Chicago verlassen und in die Army gehen.
Nach dem Krieg schlägt er sich mit Gelegenheitsarbeiten durch, bis er sich bei der Arbeit in einer Brotfabrik in die bescheidene Molly verliebt, sie heiratet und mit ihr ein ruhiges, bürgerliches Leben führt – 23 Jahre lang. Nach ihrem Tod trifft er Mrs Witherspoon wieder und arbeitet für sie.

## Ausgaben
- Mr. Vertigo. Viking, New York 1994. ISBN 0-670-85209-0
  - Mr. Vertigo, übersetzt von Werner Schmitz, Rowohlt-Verlag, Reinbek 1997. ISBN 3-499-22152-7